# Rhein-See-Kanal
Der Rhein-See-Kanal war ein um 1900 geplanter Kanal vom Rhein zur deutschen Nordseeküste. Anfang des 20. Jahrhunderts waren viele neue Wasserstraßenverbindungen geplant. Dazu zählten unter anderen der Main-Werra-Kanal, der Neckar-Donau-Kanal und auch ein Kanal vom Rhein zur Nordsee.
Josef Rosemeyer aus Köln, Ingenieur und ehemaliger Direktor einer großen Elektrizitätsgesellschaft, legte 1912 einen Plan zum Bau eines Kanals von Köln nach Ditzum vor. Erste Planungen sahen einen Kanal von Wesel nach Ditzum vor. Durch den Bau dieses Kanals sollte eine direkte Verbindung vom Rhein zu den deutschen Nordseehäfen entstehen.
Der von Rosemeyer geplante Kanal sollte 279 km lang werden und eine Spiegelbreite von 70 Metern, 30 Metern Sohlenbreite und 8 Metern Tiefe haben. Mit diesen Abmessungen wäre es möglich gewesen, mit Seeschiffen bis nach Köln zu fahren. Neben einer kürzeren Fahrtstrecke wäre auch die Umladung in Rotterdam entfallen.

## Verlauf des Kanals
Der Kanal sollte an der Wuppermündung bei Wiesdorf vom Rhein abzweigen, östlich an Düsseldorf vorbei verlaufen und das Gebiet zwischen Duisburg und Oberhausen durchschneiden. Zu den Duisburger Häfen war ein Verbindungskanal mit einer Abstiegsschleuse geplant. Im weiteren Verlauf sollte bei Hünxe ein Kanal nach Wesel und Rees gebaut werden, der dort wieder in den Rhein mündete. Dieser Kanal hätte zwei Abstiegsschleusen benötigt.
Weitere Städte entlang des Kanals waren Dinslaken, Schermbeck, Raesfeld, Borken, Gronau und Haren. Bei Emsbüren, Meppen und Kaltentange waren Schleusenanlagen mit Wasserkraftwerken vorgesehen. Die ersten beiden Schleusen sollten jeweils 12,97 m, die letzte 11,40 m Höhenunterschied überwinden. Bis zur ersten Schleuse sollte der Kanal ohne Gefälle gebaut werden. Am Abzweig vom Rhein war ein Hochwasserschutztor geplant.
In seiner Planung hatte Rosemeyer acht verschiedene Varianten des Kanals ausgearbeitet und berechnet.